# Luis Calamaris
Luis Eduardo Calamaris es un exfutbolista panameño que jugaba como delantero.

## Trayectoria
Inicialmente, Calamaris jugaba en la segunda liga del equipo Chorrillo FC, en cuyos colores se convirtió en la temporada de 1997 en el máximo goleador de la segunda liga panameña (22 goles). De ahí pasó al club de la máxima categoría San Francisco FC, donde se convirtió inmediatamente en la estrella del equipo. Dos veces seguidas ganó el título de máximo goleador de la liga panameña: en las temporadas 1997/1998 (21 goles) y 1998/1999 (18 goles). Además, en la temporada 1998/1999 fue elegido en un plebiscito oficial como el mejor jugador de la competición. Debido a sus exitosas actuaciones, recibió ofertas de los clubes panameños CD Árabe Unido, CD Plaza Amador y AFC Euro Kickers, y del salvadoreño CD FAS. En la temporada Apertura 2001, Calamaris hizo apariciones tanto para San Francisco como para CD Plaza Amador en el transcurso de una semana, violando las reglas del torneo. En años posteriores, jugó para Marisco FC en juegos locales de aficionados y luego jugó en la liga sénior. Fue descrito como un jugador dotado de gran velocidad.

## Selección nacional
En mayo de 1998, Calamaris como jugador de la selección de fútbol sub-23 de Panamá se presentó en el torneo amistoso Copa del Pacífico. En agosto de 1999, fue designado por el entrenador Miguel Ángel Mansilla para los de entrenamiento de la selección absoluta de Panamá.

## Clubes
| Club             | País   | Año         |
| ---------------- | ------ | ----------- |
| Chorrillo FC     | Panamá | 1997        |
| San Francisco FC | Panamá | 1997 - 2001 |
| CD Plaza Amador  | Panamá | 2001        |